# Gunnar Westin Silverstolpe
Karl Gunnar Mannerheim Silverstolpe, känd som Gunnar Westin Silverstolpe, född 23 maj 1891 i Sankt Johannes församling, Stockholm, död 8 november 1975 i Rö församling, Stockholms län, var en svensk nationalekonom och professor.

## Biografi
Gunnar Westin Silverstolpe tillhörde adliga ätten Silfverstolpe. Han var son till justitierådet Karl Fredrik Silverstolpe och Karin Westin samt dotterson till Johan Petter Westin. Han avlade filosofie kandidatexamen 1913 och filosofie licentiatexamen 1916 vid Stockholms högskola. År 1919 disputerade han för doktorsgraden på avhandlingen Kapitalbildning – En teoretisk och ekonomisk undersökning.
Silverstolpe blev 1923 professor vid Handelshögskolan i Göteborg och var även rektor där 1929–1931, men begärde 1932 avsked. Han var därefter speciallärare vid Lantbrukshögskolan i Ultuna och undervisade även vid KTH. Han publicerade flera vetenskapliga arbeten, men utmärkte sig, inte som nationalekonomisk teoretiker, utan främst som populärförfattare inom sitt ämne. Hans Nationalekonomi för alla (1922) utkom i 13 upplagor fram till 1950 och blev dessutom översatt till flera språk. Han utgav även bland annat Svenskt näringsliv i tjugonde seklet (1927), Rikets finanser (1934), Välstånd och fattigdom (Vår egen tids historia 5), 1938) och Företagsekonomi för alla (1952). 
Silverstolpe var elev till Eli Heckscher och delade dennes liberala ekonomisyn men upprätthöll samtidigt goda relationer till socialdemokratin. Han ledde studiecirklar inom både ABF och KF; konsumentkooperationens historia skildrade han i En krönikebok (1944). Han var 1938–1945 ledamot av styrelsen för Utrikespolitiska Institutet.
Silverstolpe hade även en skönlitterär begåvning. Det är svårt att tänka sig en mer kongenial företrädare för det friakademiska folkbildaridealet än Silverstolpe. Han kunde skriva både poesi och om fakturor. 
Med koppling till moderns namn använde han författarnamnet Gunnar Westin Silverstolpe.
Gunnar Westin Silverstolpe var först gift från 1917 med Signhild Arpi (1896–1926), dotter till amanuensen, fil. lic. Rolf Arpi och Elin Arvedson. De fick tre barn: Bo (1919–1943), Margareta (1923–1981), gift med Hans Ullberg, och Birgitta (född 1926), gift med redaktör Artur Hjerpe. Sedan var han 1951–1953 gift med Fanny Ascanius Hansen (1892–1984) från Danmark, dotter till grosserer Mads Harald Anton Hansen och Karoline, ogift Kehlet.